# Гороховський Георгій Олександрович
Георгій Олександрович Гороховський (нар. 27 червня 1929 Київ — 04.05.2001 Чернігів) — радянський і український вчений. Кандидат технічних наук (1962). Доцент (1964). Доктор технічних наук (1969). Професор (1970). Фахівець в галузі механохімії полімерів.

## Біографія
Георгій Олександрович Гороховський народився 27 червня 1929 р. у м. Київ. Середню освіту здобув у м. Києві в 1949 р. і продовжив навчання на механічному факультеті Київського інституту інженерів цивільної авіації, який закінчив у 1954 р. за спеціальністю ”Технічна експлуатація літаків і двигунів”. 
У 1954—1957 рр. працював у м. Новосибірськ на авіаремонтному заведі технологом, начальником цеху і начальником технічного відділу. 
У 1957 р. вступив до аспірантури Київського інституту цивільної авіації, яку закінчив у 1960 р. і працював старшим викладачем кафедри матеріалознавства. Г.О. Гороховським були виконані дослідження в галузі механіки полімерів і використання полімерних матеріалів у техніці і технології, за результатами яких у 1962 р. Георгій Олександрович захистив дисертаційну роботу на здобуття вченого ступеня кандидата технічних наук. У 1964 р. йому присвоєне звання доцента кафедри ”технологія металів і авіаційне матеріалознавство”. 
У 1967—1969 рр. працював заступником директора з наукової роботи в Українському філіалі Державного Науково-доспідного технологічного інституту експлуатації і ремонту машинотракторного парку. У 1968 р. захистив дисертаційну роботу на здобуття вченого ступеня Доктора технічних наук. 
У 1969 р. Г.О. Гороховський був обраний за конкурсом на посаду завідувача відділу фізико-хімічної механіки полімерів Інституту хімії високомолекулярних сполук НАН України, де працював до 1984 року. Упродовж 1984—1996 років працював в Київському політехнічному інституті. 
У 1996—1999 рр. працював в Чернігівському національному технологічному університеті завідувачем кафедри технологій машинобудування і деревообробки; у 1998 — 2001 —  професор кафедри технології машинобудування.

## Науковий доробок
Г.О. Гороховський займався дослідженнями поверхневого руйнування елементів пар тертя полімер-метал. Експериментально довів, що контактуючі матеріали в умовах фрикційного навантаження мають взаємний фізико-хімічний вплив, виконуючи роль зовнішнього середовища відносно свого контртіла. В 1970 р. Г.О. Гороховському присвоєно наукове звання професора за спеціальністю ”фізика і механіка полімерів”. Очолюваний ним колектив відділу починає плідно працювати в області механодеструкції полімерів у гетерофазних системах, проблемах підвищення надійності контактуючих матеріалів в умовах фрикційної взаємодії і вивчення можливості використання отриманих результатів на практиці. Так, вперше був встановлений зв'язок між напругами, що виникають у полімерному шарі, і особливостями руйнування молекулярних ланцюгів на межі розділу і на значній відстані від неї. Було встановлено, що контактне руйнування може відбуватися за принципом поверхневого (граничного), або глибинного (об'ємного) руйнування, і механізми цих процесів не ідентичні. Було встановлено, що механодеструкція полімерів у контакті з металами відбувається з більшою швидкістю і на більшу глибину. Під керівництвом Георгія Олександровича були відкриті раніше невідомі властивості механічно деструктуючих полімерів активувати поверхневе деформування і диспергування твердих тіл, яке отримало назву ,,ефект Гороховського”. Виявлені властивості полімерів мають фундаментальне значення для механохімії полімерів, фізико-хімічної механіки матеріалів і практичного застосування. Були закладені основи для розробки колективом відділу ефективних технологічних середовищ, мастил, покриттів і модифікаторів поверхні, що знайшло відображення в багатьох наступних впровадженнях на практиці. Георгій Олександрович був відомим спеціалістом в області механохімії, дійсним членом Механохімічної асоціації країн СНД. Ним опубліковано понад 300 наукових праць і авторських свідоцтв СРСР на винаходи, зокрема 3 монографії. Під його керівництвом захищено 10 кандидатських дисертацій. Георгій Олександрович Гороховський залишив по собі цікавий науковий напрям і працездатний творчий колектив послідовників.

## Вибрані праці

### Монографії
- 1. Полимеры в опорах скольжения. - Киев: КИГВФ, 1964.
- 2. Поверхностное Диспергирование и пластифицирование динамического контакта полимеров и металлов. - Киев: Наук. Думка, 1972.
- 3. Полимеры в технологии обработки металлов. - Киев: Наук. думка, 1975.

### Статті
- 1. Kuznetsov, Y. A., Gorokhovsky, G. A. (1978). Stress distribution in a polymeric material subjected to the action of a rough-surface indenter. Wear, 51(2), 299-308.
- 2. Kuznetsov, Y. A., Gorokhovsky, G. A. (1981). Effect of tangential load on the stressed state of rubbing rough bodies. Wear, 73(1), 41-59.
- 3. Gorokilovskii, G. A. (1999). Mechanism of brinelling of working surfaces in rolling bearings. Journal of Friction and Wear, 20(5), 74-78.
- 4. Gorokhovskii, G. A. (1996). Mechanochemical comminution of carbides during the crushing of steel R6M5 chips. Powder Metallurgy and Metal Ceramics, 35(3-4), 197-199.
- 5. Гороховский, Г. А., Чернышев, В. Г., Рева, В. П., Коваленко, Л. В. (1988). Получение металлических порошков методом измельчения стружкоотходов. Порошковая металлургия, 12, 1-8.
- 6. Гороховский, Г. А., Василевский, Е. Т., Тимченко, П. Н. (1999). Трибохимическая природа автосвинчивания гаек в резьбовых соединениях. Трение и износ, 20(3), 339-347.